# Синдэн-дзукури
Синдэн-дзукури (яп. 寝殿造り, «спально-дворцовый стиль») — стиль жилищных сооружений японских столичных аристократов X—XII веков периода Хэйан. Его особенностью является симметричное расположение главных строений аристократического поместья и отсутствие пространства между строениями. Использовался при строительстве резиденций правителей в Киото, буддийских храмов и синтоистских монастырей.

## Структура
| 1. Спальный дворец (寝殿)           | 6. Помещение для слуг (侍所) |
| 2. Северные хоромы (北対)           | 7. Галерея (渡殿)            |
| 3. Узкий павильон (細殿)            | 8. Галерея ворот (中門廊)    |
| 4. Восточные хоромы (東対)          | 9. Павильон рыбалки (釣殿)   |
| 5. Северо-восточные хоромы (東北対) |                              |

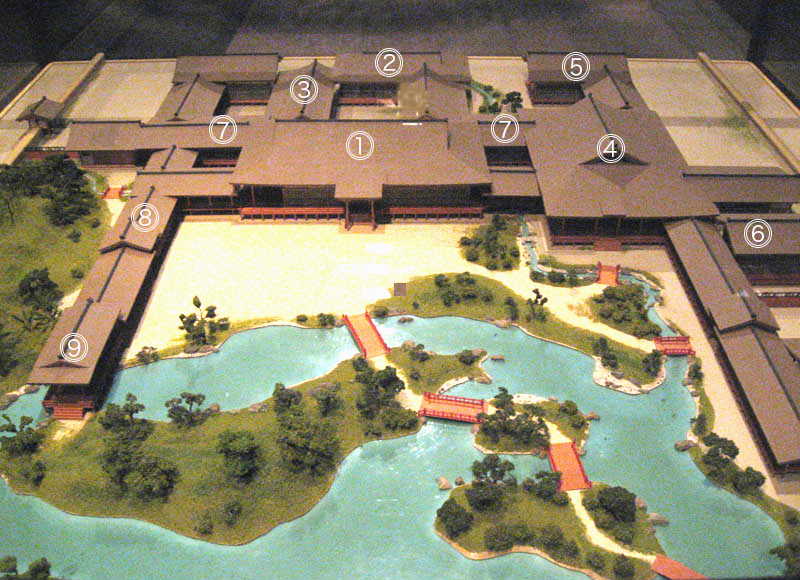
Макет резиденции аристократа в стиле синдэн-дзукури (Киотский музей культуры).

Столичная резиденция японского аристократа строилась на широкой площади размером 1 тё (120м х 120м). В плане она напоминала русские буквы «Н» или «П».
Главным строением резиденции был прямоугольный в плане «спальный дворец» (яп. 寝殿, синдэн), который строился посредине и располагался горизонтально с запада на восток. По сторонам от него строились равноудалённые комплексы дополнительных сооружений, которые назывались «противоположные хоромам» (яп. 対, тай). Обычно они располагались под прямым углом к «спальному дворцу», с севера на юг, и соединялись с ним крытыми «однопросветными галереями» (яп. 透渡殿, сукивата-доно) и «двухпросветными галереями» (яп. 渡殿, вата-доно) без стен. В центральной части галереи, которая связывала «противоположные хоромы», на западе возводились входные ворота, а сама галерея называлась «галереей ворот» (яп. 中門廊, тюмонро). От неё на юг шёл коридор до «павильона рыбалки» (яп. 釣殿, цури-доно). Таким образом, все строения располагались так, что в южной части резиденции образовывался внутренний двор. В нём проходили различные церемонии, приём слуг и т. д. На юге этого двора был японский сад с искусственным прудом и островами, которые соединялись небольшими мостиками. Вся резиденция окружалась глиняным забором (яп. 築地, цуйдзи). Вход в неё располагался на западе и востоке.

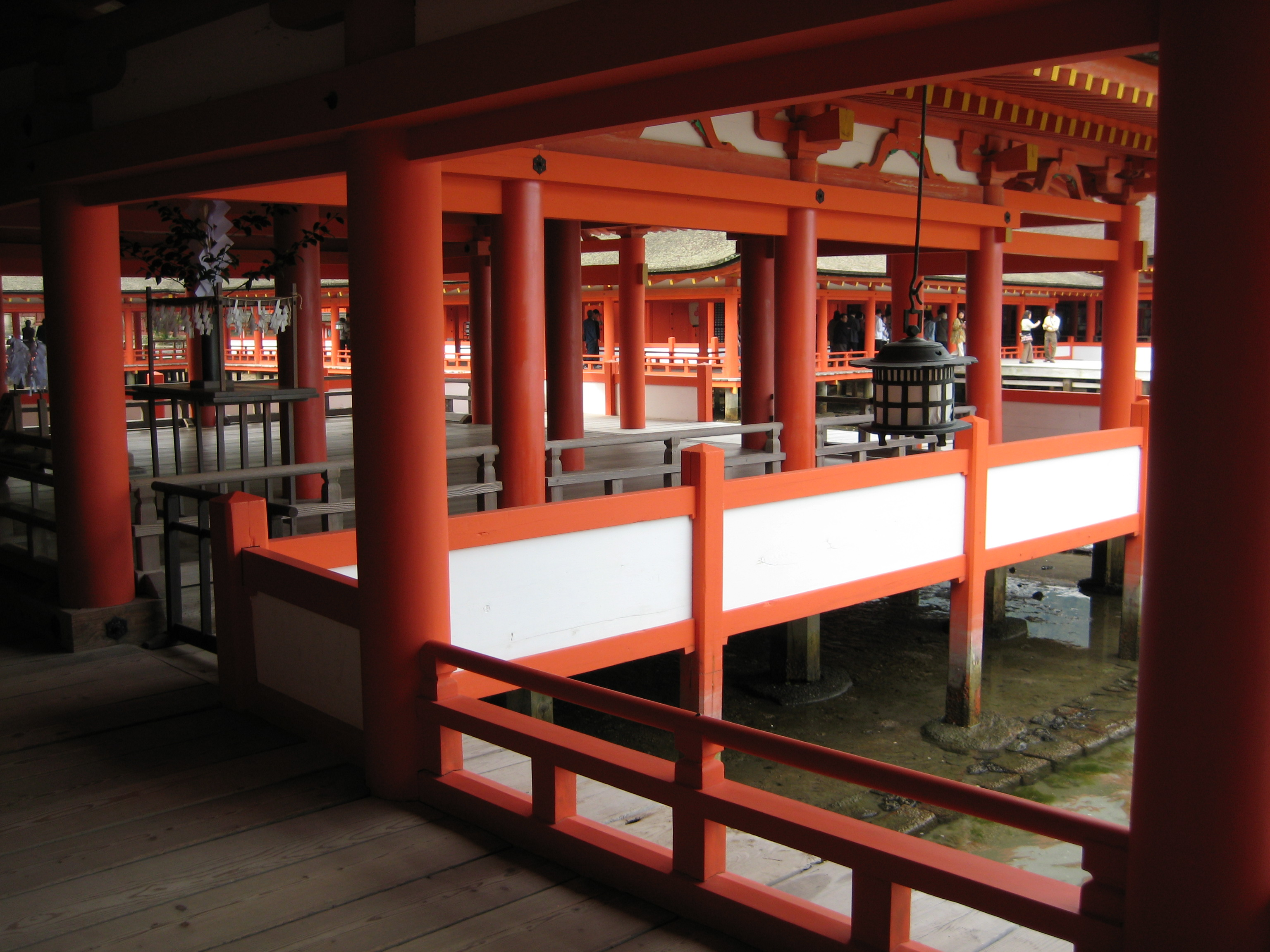
Галереи святилища Ицукусима, построенного Тайрой-но Киёмори в стиле синдэн-дзукури.

Главным помещением «спального дворца» и «противоположных хоромов» была центральная большая «материнская комната» (яп. 母屋, моя), вокруг которой располагались внутренние (яп. 廂, хисаси) и внешние (яп. 孫廂, маго-хисаси) нефы. Нефы не имели стен, но были окружены деревянными решётчатыми ставнями (яп. 蔀戸, ситомидо) или плоскими навесными дверьми (яп. 妻戸, цумадо). Днём их открывали для проветривания помещения, благодаря чему центральная комната и нефы образовывали единое пространство. Исключение составляла «комната-мазанка» (яп. 塗篭, нуригомэ), которая была со всех сторон окружена глиняными стенами и имела двери. Их использовали как спальню или кладовую.
Мебель комнат «спального дворца» и «противоположных хором» составляли ширмы (яп. 屏風, бёбу), бамбуковые завесы (яп. 簾, сударэ), переносные раздвижные двери (яп. 衝立障子, цуйтатэ-сёдзи), стенки-завесы (яп. 壁代, кабэсиро), переносные завесы (яп. 几帳, китё), соломенные маты (яп. 畳, татами) и подстилки (яп. 円座, эндза), разнообразные ларчики, подставки и столики. Все вещи были невысокого и небольшого размера, поскольку жизнь в комнатах дворца проходила, в основном, сидя. Отсутствие большой и тяжёлой мебели давало возможность быстро приспосабливать жилое пространство для различных ситуаций.
Стиль синдэн-дзукури был заимствован самураями и на его основе возник стиль «усадьбы военного» букэ-дзукури.